# Hawker Siddeley Hawk
Хокер Сиддли «Хок» (англ. Hawker Siddeley Hawk, hawk — ястреб) — британский реактивный дозвуковой учебно-тренировочный самолёт и лёгкий штурмовик.
Состоит на вооружении Королевских ВВС Великобритании в качестве учебно-тренировочного самолёта с ноября 1976 года. Учебно-тренировочные, учебно-боевые и боевые модификации активно экспортируются. Одна из экспортных модификаций по лицензии производится в Индии. Кроме того, в сотрудничестве с американской компанией McDonnell Douglas Corporation разработана палубная учебно-тренировочная версия самолёта — T-45 Goshawk, принятый на вооружение авиации ВМФ США.
На BAe Systems Hawk выступают или выступали пилотажные группы «Красные Стрелы» (англ. Red Arrows) Королевских ВВС Великобритании, «Полуночные Ястребы» (англ. «Midnight Hawks») ВВС Финляндии, «Синий Юпитер» (англ. Jupiter Blue) ВВС Индонезии и «Саудовские Ястребы» (араб. الصقور السعودية‎, Ас-Сукур Ас-Сахудия) Королевских саудовских ВВС.

## Наименование
Самолёт был разработан компанией Хо́кер Си́ддли (англ. Hawker Siddeley), в 1977 году ставшей образующей частью новой, национализированной компании Бри́тиш Э́йроспейс (англ. British Aerospace, (BAe)), которая, в свою очередь, в 1999 году стала частью новой, существующей до сих пор, компании Бри́тиш Э́йроспейс Си́стемс (англ. British Aerospace Systems, (BAe Systems)). Таким образом, с момента проектирования самолёт имел следующие наименования:
- HS.1182 — обозначение проекта
- Hawker Siddeley Hawk — с 1974 по 1977 год
- BAe Hawk — с 1977 по 1999 год
- BAe Systems Hawk — с 1999 года
- BAe Systems Hawk AJT[4]

## История создания
В начале 1960 годов на вооружении Королевских ВВС Великобритании ходились два типа реактивных учебно-тренировочных самолётов: Хокер Хантер T.7 (англ. Hawker Hunter T.7) и Фоллэнд Нэт Т.1 (англ. Folland Gnat T.1). Обе машины имели свои достоинства и недостатки, и обе не являлись специально спроектированными учебно-тренировочными самолётами. Лётчики любили Hawker Hunter T.7, но он был дорог в использовании и не отличался высокой надёжностью. Посадка курсанта и инструктора рядом, с одной стороны, позволяла инструктору следить за всем, что делал курсант, а с другой — не позволяла курсанту почувствовать себя управляющим настоящим боевым самолётом,
Folland Gnat T.1 ценили за его скорость, маневренность и хорошую управляемость, именно этот тип использовался тогда пилотажной группой Королевских ВВС Великобритании «Красные стрелы», но он был дорог в обслуживании, имел тесную кабину, которая не могла вместить высоких лётчиков и не позволяла инструктору иметь достаточно хороший обзор вперёд. Нужно отметить также и отсутствие возможности проводить на Folland Gnat T.1 тренировки по использованию вооружения.
В связи с этим, Королевскими ВВС Великобритании были выработаны черновые требования к новому, сверхзвуковому, учебно-тренировочному самолёту, способному развивать скорость в 1,5 Маха, который должен был заменить собой как Hawker Hunter T.7 так и Folland Gnat T.1. Формуляр имел обозначение Цель Воздушного Штаба 362 (англ. Air Staff Target 362 (AST 362)). Переоснащение частей новым самолётом было намечено на середину 1970 годов.
Те же задачи, в то время стояли и перед ВВС Франции. Для замены устаревающих Локхид Т-33 (англ. Lockheed T-33) и Дассо Мистэр IV (фр. Dassault Mystère IV) нужен был новый самолёт. Последовавшие за тем англо-французские переговоры имели своей целью решить эту задачу совместно. Итогом англо-французского сотрудничества стал проект СЕПЕКАТ — (фр. SEPECAT) (фр. Société Européenne de Production de l'Avion d'École de Combat et d'Appui Tactique) — Европейская компания по производству самолёта учебно-боевого и тактической поддержки. Но, первоначально создававшийся как учебно-боевой самолёт, англо-французский СЕПЕКАТ Ягуар (англ. SEPECAT Jaguar) стал вполне удачным истребителем-бомбардировщиком, однако, для учебных целей, он был просто слишком велик,
В 1968 году Королевские ВВС Великобритании запланировали замену ещё одного учебно-тренировочного самолёта — Хантинг Джет Провост Т.5 (англ. Hunting Jet Provost T.5) и компания Hawker Siddeley Aircraft выступила со своими предложениями.

## Боевое применение

### Диверсия в Гверу-Тхорнхилл
25 июля 1982 года южноафриканские диверсанты проникли на главную авиабазу ВВС Зимбабве Гверу-Тхорнхилл и взорвали множество летательных аппаратов ВВС Зимбабве. В их числе был 1 уничтоженный и как минимум 2 повреждённых самолёта Bae Hawk.

### Война в Кувейте
Во время войны Кувейта с Ираком в августе 1990 года 6 самолётов Hawk MK.64 было захвачено иракской армией.

## Модификации

### Hawk Mk. 50
Hawk Mk. 51
Экспортный вариант для ВВС Финляндии. Финляндия была первым импортёром Hawk Mk. 50, заказав сразу 50 самолётов в 1980 году для замены устаревших Fouga Magister. Парижский мирный договор 1947 года ограничивает численность ВВС Финляндии и не позволяет ей иметь более 60 боевых самолётов. В таких условиях Финляндия вынуждена идти на некоторые ухищрения, и приобретение Hawk, числящихся как «учебно-тренировочные» самолёты, позволило ей количественно и качественно увеличить операционные возможности национальных ВВС. 7 дополнительных самолётов Hawk Mk. 51A были приобретены Финляндией в 1993—1994 годах, для компенсации потерь, кроме того, в июне 2007 года были приобретены 18 Hawk Mk. 66, ранее состоявших на вооружении ВВС Швейцарии. Финляндия планирует использовать свои Hawk до 2017—2019 года.
Финские Hawk оснащены прицелами SAAB и могут нести американские ракеты «воздух-воздух» AIM-9 Sidewinder, также советские К-13М и Р-60, но только AIM-9М Sidewinder используется в настоящее время. На раннем этапе использования на финские Hawk, вместо 30 мм пушки ADEN Mk. 4, зачастую мог устанавливаться отечественный 12,7 мм пулемёт VKT, однако он уже давно снят с производства. Некоторые самолёты были модифицированы и могли нести разведывательный контейнер Vinten на центральном пилоне. Кроме того, финское авиастроительное предприятие Patria Aviation модифицировало около 20 самолётов Hawk, установив на них многофункциональные информационные дисплеи вместо стандартной комбинации приборов.
За годы использования в Финляндии множество Hawk были обновлены, и, в настоящее время, в ВВС Финляндии имеется не менее трёх различающихся между собой типов: «оригинальный фюзеляж и крыло», «оригинальный фюзеляж и новое крыло» и «модифицированный фюзеляж и новое крыло». Последние — это Hawk Mk. 51A, имеющие серийные номера с HW-351 по HW-357.
Hawk Mk. 52
Экспортный вариант для ВВС Кении. В 1978 году Кения заказала 12 самолётов, для замены устаревающих BAC Strikemaster ВВС Кении. Все самолёты были поставлены с 1980 по 1981 год и были первыми Hawk, оснащёнными тормозными парашютами, необходимость в которых была в связи с жарким климатом.
Hawk Mk. 53
Экспортный вариант для ВВС Индонезии. С апреля 1978 по ноябрь 1982 года Индонезия разместила четыре заказа, в общей сложности на 20 самолётов, которые были поставлены в период с 1980 по 1984 год. Три самолёта Hawk Mk. 53 использует пилотажная группа «Синий Юпитер» ВВС Индонезии.

### Hawk Mk. 60
Экспортный вариант для Королевских ВВС Саудовской Аравии.
Hawk Mk. 60
Экспортный вариант для ВВС Зимбабве.
Hawk Mk. 61
Экспортный вариант для ВВС Дубая (Объединённые Арабские Эмираты).
Hawk Mk. 63
Экспортный вариант для ВВС Абу-Даби (Объединённые Арабские Эмираты).
Hawk Mk. 64
Экспортный вариант для ВВС Кувейта.
Hawk Mk. 65
Экспортный вариант для ВВС Саудовской Аравии.
Hawk Mk. 66
Экспортный вариант для ВВС Швейцарии.
Hawk Mk. 67
Экспортный вариант для ВВС Республики Кореи.

### Hawk Mk. 100
Hawk Mk. 102
Экспортный вариант для ВВС Абу-Даби (Объединённые Арабские Эмираты). Абу-Даби стал первым импортёром Hawk Mk. 100, разместив заказ на 18 самолётов в 1990 году. Все самолёты были поставлены в 1993 году и переданы в авиационное училище имени шейха Халифы бин Заеда.
Hawk Mk. 103
Экспортный вариант для Королевских ВВС Омана. Оман заказал 4 самолёта, которые были поставлены в 1993 году. В Королевских ВВС Омана самолёты используются как учебно-тренировочные, в том числе и для подготовки лётчиков на Hawk Mk. 203.
Hawk Mk. 108
Экспортный вариант для Королевских ВВС Малайзии. Малайзия заказала 10 самолётов, которые были поставлены с 1993 по 1995 год. В Королевских ВВС Малайзии самолёты используются для подготовки лётчиков на F/A-18 Hornet и МиГ-29Н.
Hawk Mk. 109
Экспортный вариант для ВВС Индонезии. В 1993 году Индонезия заказали 8 самолётов, которые все были поставлены до 1998 года.

### Hawk LIFT
CT-155 Hawk
Экспортный вариант для Канады.

Hawk Mk. 120
Улучшенная модернизация создана ВВС ЮАР.
Hawk Mk. 127
Экспортный вариант для Королевских ВВС Австралии.
Hawk Mk. 128
Вариант для Королевских ВВС Великобритании.
Hawk Mk. 129
Экспортный вариант для Королевских ВВС Бахрейна.
Hawk Mk. 132
Экспортный вариант для ВВС Индии.

### Hawk Mk. 200
Hawk Mk. 200 — одноместный, лёгкий, многоцелевой боевой самолёт, оснащённый радаром и имеющий улучшенные возможности ведения воздушного боя. Является дальнейшим развитием модификации Hawk Mk. 100, но имеет, по сравнению с ним, удлинённый фюзеляж и увеличенное вертикальное оперение.
Hawk Mk. 203
Экспортный вариант для Королевских ВВС Омана. 14 самолётов были заказаны Оманом в июле 1990 года. Поставки осуществлялись с 1994 по 1995 год.
Hawk Mk. 208
Экспортный вариант для Королевских ВВС Малайзии. В конце 1990 года Малайзия заказала 18 самолётов. Поставки осуществлялись с 1993 по 1995 год. Малайзийские самолёты отличает приёмная штанга для дозаправки в воздухе. Это единственная модификация подобного рода в семействе Hawk.
Hawk Mk. 209
Экспортный вариант для ВВС Индонезии. В 1993 году Индонезия заказала 16 самолётов, а позднее — ещё 16. Все 32 самолёта были поставлены в Индонезию до 1998 года.

## Количество поставленных самолётов
| Государство                                           | Hawk T.1/T.1А | Hawk Mk.50 | Hawk Mk.60 | T-45 Goshawk | Hawk Mk.100 | Hawk LIFT  | Hawk Mk.200 |
| ----------------------------------------------------- | ------------- | ---------- | ---------- | ------------ | ----------- | ---------- | ----------- |
| Великобритания - Королевские ВВС Великобритании       | нет данных    |            |            |              |             | нет данных |             |
| Австралия - Королевские ВВС Австралии                 |               |            |            |              |             | 33         |             |
| Бахрейн - ВВС Бахрейна                                |               |            |            |              |             | 6          |             |
| Зимбабве - ВВС Зимбабве                               |               |            | 13         |              |             |            |             |
| Индия - ВВС Индии                                     |               |            |            |              |             | 66         |             |
| Индонезия - ВВС Индонезии                             |               | 20         |            |              | 8           |            | 32          |
| Канада - Bombardier Aerospace Corporation             |               |            |            |              |             | 21         |             |
| Кения - ВВС Кении                                     |               | 12         |            |              |             |            |             |
| Республика Корея - ВВС Республики Кореи               |               |            | 20         |              |             |            |             |
| Кувейт - ВВС Кувейта                                  |               |            | 12         |              |             |            |             |
| Малайзия - Королевские ВВС Малайзии                   |               |            |            |              | 10          |            | 18          |
| Оман - Королевские ВВС Омана                          |               |            |            |              | 4           |            | 14          |
| Саудовская Аравия - Королевские ВВС Саудовской Аравии |               |            | 50         |              |             |            |             |
| США - Авиация ВМФ США                                 |               |            |            | 207          |             |            |             |
| ОАЭ - ВВС Абу-Даби - ВВС Дубая                        |               |            | 43         |              | 18          |            |             |
| Финляндия - ВВС Финляндии                             |               | 57         |            |              |             |            |             |
| Швейцария - ВВС Швейцарии                             |               |            | 20         |              |             |            |             |
| ЮАР - ВВС ЮАР                                         |               |            |            |              |             | 24         |             |

## Тактико-технические характеристики
|                             | Hawk T.1/T.1А              | Hawk Mk.50                 | Hawk Mk.60                 | T-45 Goshawk               | Hawk Mk.100                | Hawk LIFT                          | Hawk Mk.200                |
| Технические характеристики  | Технические характеристики | Технические характеристики | Технические характеристики | Технические характеристики | Технические характеристики | Технические характеристики         | Технические характеристики |
| --------------------------- | -------------------------- | -------------------------- | -------------------------- | -------------------------- | -------------------------- | ---------------------------------- | -------------------------- |
| Экипаж                      | 2 человека                 | 2 человека                 | 2 человека                 | 2 человека                 | 2 человека                 | 2 человека                         | 1 человек                  |
| Длина                       |                            |                            |                            |                            |                            | 12,43 м                            |                            |
| Размах крыла                |                            |                            |                            |                            |                            | 9,94 м                             |                            |
| Высота                      |                            |                            |                            |                            |                            | 3,98 м                             |                            |
| Площадь крыла               |                            |                            |                            |                            |                            | 16,70 м²                           |                            |
| Масса пустого               |                            |                            |                            |                            |                            | 4480 кг                            |                            |
| Максимальная взлётная масса |                            |                            |                            |                            |                            | 9100 кг                            |                            |
| Двигатель                   |                            |                            |                            |                            |                            | Роллс-Ройс «Адур» Mk.951 (1×29 кН) |                            |
| Лётные характеристики       |                            |                            |                            |                            |                            |                                    |                            |
| Максимальная скорость       |                            |                            |                            |                            |                            | 1028 км/ч                          |                            |
| Дальность полёта            |                            |                            |                            |                            |                            | 2520 км                            |                            |
| Практический потолок        |                            |                            |                            |                            |                            | 13 565 м                           |                            |
| Скороподъёмность            |                            |                            |                            |                            |                            | 47 м/с (2820 м/мин)                |                            |
| Вооружение                  |                            |                            |                            |                            |                            |                                    |                            |
| Пушечное вооружение         | 1 × ADEN 30 мм             | 1 × ADEN 30 мм             | 1 × ADEN 30 мм             | 1 × ADEN 30 мм             | 1 × ADEN 30 мм             | 1 × ADEN 30 мм                     | 1 × ADEN 30 мм             |
| Точек подвески              | 3                          | 5                          | 5                          | 5                          | 7                          | 7                                  | 7                          |
| Боевая нагрузка             |                            |                            |                            |                            |                            | до 3085 кг                         |                            |

## На вооружении

### Состоит на вооружении
Великобритания
- Королевские ВВС Великобритании — 125 Hawk T1 и 28 Hawk T2, по состоянию на 2012 год[14]

 Австралия
- Королевские ВВС Австралии — 37 Hawk Mk.127, по состоянию на 2012 год[15]

 Бахрейн
- ВВС Бахрейна — 6 Hawk Mk.129, по состоянию на 2012 год[16]

 Индия
- ВВС Индии — 49 Hawk Mk.132, по состоянию на 2012 год.[17] В марте 2004 года правительство Индии подписало с компаниями «БАе системз» и «Роллс-Ройс Турбомека UK» контракты на поставку ВВС страны 24 AJT, а с национальной компанией «Хиндустан аэронотикс лимитед» (ХАЛ) — на лицензионное производство 42 единиц. В июле 2010 года правительство подписало с ХАЛ второй контракт на поставку ВВС и ВМС Индии дополнительной партии из 57 «Хок» Mk.132, включая  40 самолётов для ВВС и 17 для ВМС. Поставка этих самолётов начнется с 2013 года и, как ожидается, будет завершена к 2016 году. 5 декабря 2012 года Совет по оборонным закупкам МО Индии одобрил закупку дополнительной партии из 20 новых УБС «Хоук» AJT (Mk.132).[18]

 Индонезия
- ВВС Индонезии — 2 Hawk Mk.53, 8 Hawk Mk.109 и 29 Hawk Mk.209 по состоянию на 2012 год[19]

 Канада
- ВВС Канады — 18 CT-155 Hawk, по состоянию на 2012 год[20]

 Республика Корея
- ВВС Республики Кореи — 16 T-59 Hawk, по состоянию на 2012 год[21]

 Кувейт
- ВВС Кувейта — 9 Hawk T64, по состоянию на 2012 год[22]

 Малайзия
- Королевские ВВС Малайзии — 6 Hawk Mk.108 и 13 Hawk Mk.208, по состоянию на 2012 год[23]

 Оман
- Королевские ВВС Омана — 5 Hawk Mk.103 и 13 Hawk Mk.203, по состоянию на 2012 год[24]

 Саудовская Аравия
- Королевские ВВС Саудовской Аравии — 50 Hawk Mk.65(A), по состоянию на 2012 год[25]

 США
- Авиация ВМФ США — 200 T-45A/C Goshawk, по состоянию на 2012 год[26]

 ОАЭ
- ВВС ОАЭ — 15 Hawk Mk.61 и 14 Hawk Mk.102, по состоянию на 2012 год[27]

 Финляндия
- ВВС Финляндии — 48 Hawk Mk.51 и 18 Hawk Mk.66, по состоянию на 2012 год[28]

 ЮАР
- ВВС ЮАР — 24 Hawk Mk.120, по состоянию на 2012 год[29]

### Состоял на вооружении
Зимбабве
- ВВС Зимбабве — 13 Hawk Mk.60

 Кения
- ВВС Кении — 12 Hawk Mk.50

 Швейцария
- ВВС Швейцарии — 20 Hawk Mk.60

| Aero L-39 Albatros | СОКО Г-4 Супер Галеб | IAR 99 | Hawker Siddeley Hawk | Dassault/Dornier Alpha Jet |
| ------------------ | -------------------- | ------ | -------------------- | -------------------------- |

| SIAI-Marchetti S.211 | Aermacchi MB-339 | CASA C-101 Aviojet | PZL I-22 Iryda | FMA IA 63 Pampa |
| -------------------- | ---------------- | ------------------ | -------------- | --------------- |

| Boeing T-45 Goshawk | Kawasaki T-4 | AIDC AT-3 | Hongdu JL-8 | HAL HJT-36 Sitara |
| ------------------- | ------------ | --------- | ----------- | ----------------- |

## Сравнение с аналогами
|                           | Як-130                                  | Aermacchi M-346                    | BAE Hawk T2 (Mk. 128) LIFT        | Hongdu L-15        | Aero L-159 ALCA               | KAI T-50 Golden Eagle         |
| ------------------------- | --------------------------------------- | ---------------------------------- | --------------------------------- | ------------------ | ----------------------------- | ----------------------------- |
| Внешний вид               |                                         |                                    |                                   |                    |                               |                               |
| Стоимость единицы, USD    | ~15 млн (на экспорт) ~7 млн (для ВС РФ) | ~30—35 млн                         | 29—33 млн                         | ~10 млн            | 10—12 млн                     | ~25 млн                       |
| Принят на вооружение, год | 2010                                    | 2011                               | 2009                              | 2013               | 2001                          | 2007                          |
| Годы производства         | c 2009                                  | с 2010                             | н/д                               | c 2012             | 1997—2003                     | c 2005                        |
| Размах крыла, м           | 9,84                                    | 9,72                               | 9,94                              | 9,48               | 9,54                          | 9,45                          |
| Длина, м                  | 11,49                                   | 11,49                              | 12,43                             | 12,27              | 12,72                         | 13,14                         |
| Масса пустого, кг         | 4600                                    | 4600                               | 4480                              | 4960               | 4350                          | 6470                          |
| Макс. взлётная масса, кг  | 10 290                                  | 10 200                             | 9100                              | 9500               | 8000                          | 12 300                        |
| Боевая нагрузка, кг       | 3000                                    | 3000                               | 3000                              | 3000               | 2700                          | 3740                          |
| Практический потолок, м   | 12 500                                  | 13 700                             | 13 500                            | 16 000             | 13 200                        | 14 630                        |
| Макс. скорость, км/ч      | 960 (1060 без подвесок)                 | 1060                               | 1030                              | 1479               | 936                           | 1640                          |
| Дальность без ПТБ, км     | 2000                                    | 2000                               | 2500                              | 3100               | 1600                          | 1851                          |
| Двигатель                 | 2 × ТРД АИ-222-25                       | 2 × ТРД Honeywell/ITEC F124-GA-200 | 1 × ТРД Rolls-Royce Adour Mk. 951 | 2 × ТРД АИ-222-25Ф | 1 × ТРД Honeywell F124-GA-100 | 1 × ТРД General Electric F404 |
| Макс. тяга двигателя, кН  | 2 × 24,7                                | 2 × 27,8                           | 1 × 29,0                          | 2 × 24,7 (41,2)    | 1 × 28,2                      | 1 × 53,07 (78,7)              |
| Произведено               | более 160                               | 49                                 |                                   |                    | 72                            | 208                           |
| Заказано                  | более 160                               | 57                                 |                                   |                    |                               |                               |